# Méry-Corbon
Méry-Corbon è un ex comune francese di 915 abitanti situato nel dipartimento del Calvados nella regione della Normandia. Dal 1º gennaio 2017 è stato accorpato al comune di Bissières per formare il comune di Méry-Bissières-en-Auge, del quale costituisce comune delegato.

## Società

### Evoluzione demografica
Abitanti censiti